# Kwadi (Sprache)
Kwadi [kwɑːdi] war eine Khoisansprache und ist eine erloschene Sprache unklarer Klassifizierung, die einst in der südwestlichen Ecke von Angola gesprochen wurde. Es wird angenommen, dass sie ausgestorben ist. In den 1950er Jahren gab es nur 50 Kwadi, von denen nur 4–5 kompetente Sprecher der Sprache waren. Drei Sprecher waren 1965 bekannt, aber schon 1981 konnten keine Sprecher gefunden werden.
Da Kwadi schlecht aufgezeichnet ist, gibt es nicht viele Hinweise, um es zu klassifizieren. Es wird manchmal als Mitglied der Khoe-Familie klassifiziert, das es mit den Khoe-Sprachen in einer „Kwadi-Khoe“-Familie verbunden sein soll, obwohl diese Schlussfolgerung umstritten ist. Befürworter sagen, dass es Elemente von Proto-Khoe bewahrt zu haben scheint, die in den westlichen Khoe-Sprachen unter dem Einfluss der Juu-Sprachen in Botswana verloren gegangen sind.
Das Volk der Kwadi, das von den Bantu Kwepe genannt wird, scheint von südwestafrikanischen Jägern und Sammlern abzustammen, die ansonsten nur von den Cimba, Kwisi und Damara vertreten wurden, die die Sprache der Khoe annahmen. Wie die Kwisi waren sie Fischer am Unterlauf des Coroca River.